# Musée Ghibli
 (novembre 2016).
Ne doit pas être confondu avec Parc Ghibli.

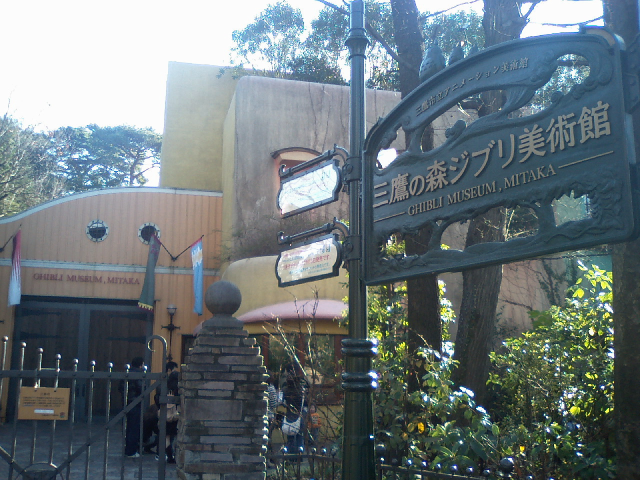
Entrée du musée Ghibli

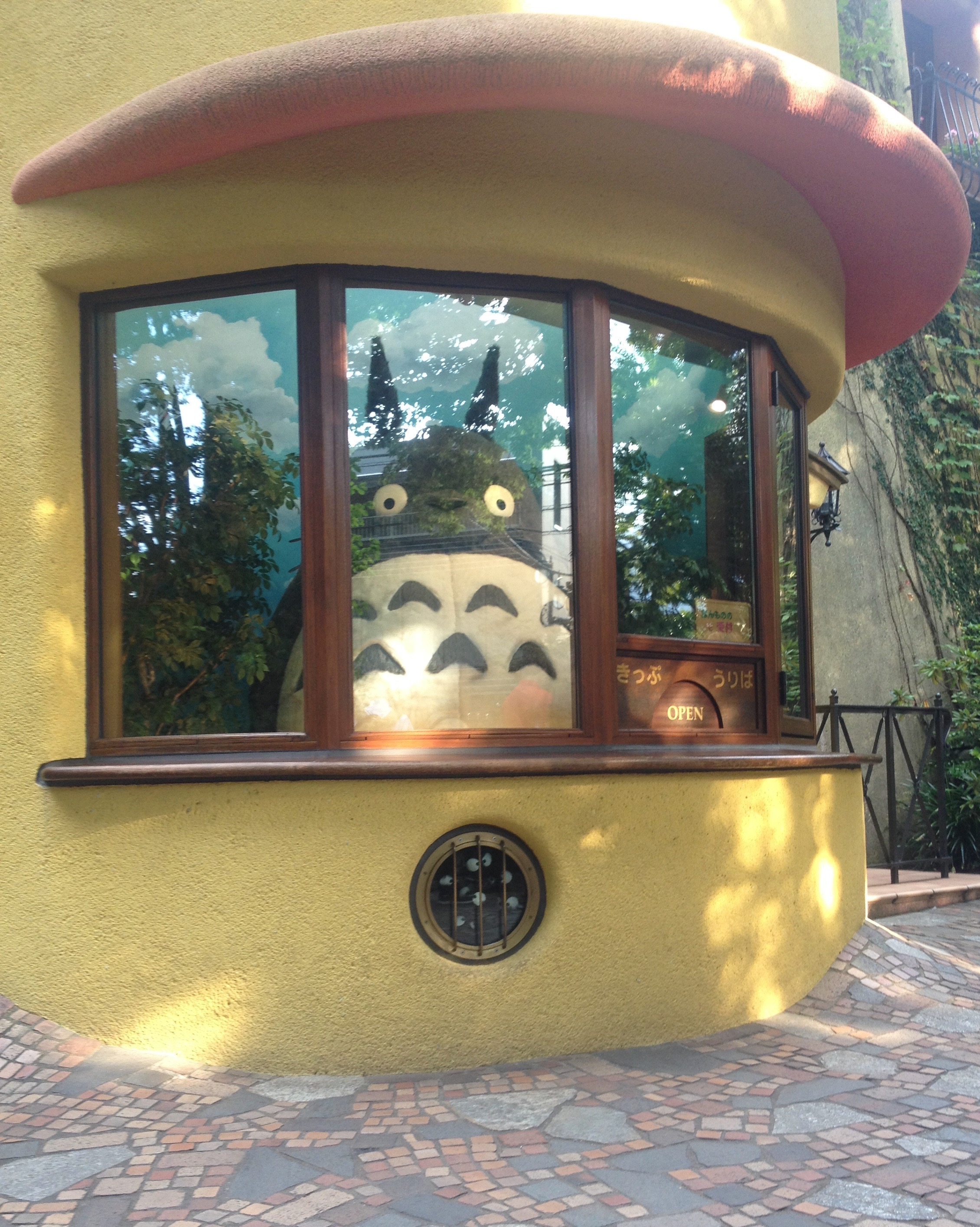
Statue de Totoro dans le parc.

Le musée Ghibli (三鷹の森ジブリ美術館, Mitaka no mori jiburi bijutsukan) est un musée commercial consacré aux réalisations du studio Ghibli. Il est situé au Japon, sur le terrain du parc d'Inokashira à Mitaka dans la banlieue de Tokyo.
Il est accessible par train depuis le centre de Tokyo et nécessite une réservation à l'avance (souvent de plusieurs mois) pour pouvoir le visiter. Il présente en plus des expositions, un café, un magasin, un toit végétal et une salle de cinéma.

## Accès
Le musée est accessible par train depuis le centre de Tokyo via la ligne Chūō et la ligne Chūō-Sōbu (gare de Mitaka — JR East) ainsi que la ligne Keiō Inokashira (gare de Kichijōji et gare de Inokashira-kōen — Keiō).

## Historique
Le musée Ghibli ouvre en 2001. Sa construction a été confiée à Gorō Miyazaki, le fils d'un des fondateurs du Studio Ghibli, Hayao Miyazaki. Ce dernier s'est inspiré de ses croquis et schémas utilisés pour ses films pour créer le bâtiment. L'architecture du bâtiment se veut très proche de l'atmosphère des films du studio. Très colorée et proche de la nature, le musée se situe dans un parc et présente une décoration riche faisant référence à de nombreux films du studio Ghibli. L'ambiance illustre bien le slogan du musée « Let's get lost together » (« Égarons-nous ensemble ») tant elle stimule les sens.
Fin décembre 2022, la mairie de la ville de Mitaka qui gère le musée lance un appel aux dons pour aider financièrement le musée, fragilisé par la pandémie de COVID-19, avec pour objectif de récolter de 20 millions yens (environ 140 000 euros).

## Expositions
Le musée Ghibli propose aux visiteurs trois expositions, dont deux permanentes et une temporaire.

### Expositions permanentes
La première exposition est consacrée à la fabrication d'un dessin animé. À travers une succession de vitrines et de tableaux, différentes techniques d'animation sont présentées, allant des figurines éclairées à l'aide d'un stroboscope à l'explication de la parallaxe. S'ensuit un passage au cinéma Saturne, dans lequel sont projetés six courts métrages :
- La Chasse à la baleine (Kujiratori) de Hayao Miyazaki - 2001
- La Grande Excursion de Koro (Koro no Ōsanpo) de Hayao Miyazaki - 2001
- Mei et le chaton-bus (Mei to Konekobaso) de Hayao Miyazaki - 2002
- À la recherche d'une maison (Yadosagashi) de Hayao Miyazaki - 2006
- Monomon l'araignée d'eau (Mizugumo Monmon) de Hayao Miyazaki - 2006
- Le Jour où j'ai cultivé une étoile (Hoshi o Katta Hi) de Hayao Miyazaki - 2006
- Les Souris sumo (Chu-zumo) de Akihiko Yamashita (en) - 2010

Lors d'une visite du musée, un seul visionnage d'un des six courts métrages est permis - le choix du court-métrage étant remis au musée.
La deuxième exposition montre aux visiteurs l'atelier de travail d'un animateur. Trois salles se suivent, abordant la phase de dessins, de production et de filmage. Y sont reproduits sur les bureaux, croquis, peintures, notes en japonais… mettant dans l'ambiance d'un studio d'animation.
Un court métrage intitulé Boro la petite chenille, projet qui a inspiré Monomon l'araignée d'eau, et réalisé par Hayao Miyazaki est projeté exclusivement au musée depuis 2018.

### Expositions temporaires
Cette exposition est consacrée uniquement à un film, un créateur ou un studio d'animation, et change de sujet chaque année. Croquis, décors et reproductions y sont présentés. Les sujets abordés sont les suivants :
- 2003 : Long métrage Le Château dans le ciel de Hayao Miyazaki
- 2003-2004 : Travaux du cinéaste d'animation russe Iouri Norstein
- 2004-2005 : Travaux du studio d'animation Pixar
- 2005-2006 : Série télévisée Alps no shōjo Heidi
- 2006-2007 : Travaux du studio d'animation Aardman Animations, principalement sur Wallace et Gromit
- 2007-2008 : Conte Boucle d'Or et les Trois Ours basé sur les illustrations de Léon Tolstoï
- 2007-2008 : Long métrage Azur et Asmar de Michel Ocelot
- 2009 : Long métrage Wallace et Gromit, Sacré Pétrin des studios Aardman